# Agrypon albiditarsum
Agrypon albiditarsum är en stekelart som först beskrevs av Morley 1913.  Agrypon albiditarsum ingår i släktet Agrypon och familjen brokparasitsteklar. Inga underarter finns listade i Catalogue of Life.